# Посёлок Володарского (Московская область)
Посёлок Волода́рского — населённый пункт в Ленинском городском округе Московской области России.

## География
Расположен юго-востоке округа, на берегу реки Пахры, в 8 км от её устья.

## История
Первое упоминание селения Лодыгино, которое располагалось на территории современного посёлка Володарского встречается в верительных грамотах 1451 года. Позднее при Алексее Фёдоровиче Шереметеве была возведена деревянная церковь Рождества Богородицы и селение получило новое название — Богородское.
В 1684 году селение переходит к Дмитрию Михайловичу Голицыну, который построил здесь белокаменную церковь в честь Казанской иконы Божией Матери, после чего селение поменяло своё название на Казанское.
В конце XIX века купец первой гильдии Александр Иванович Осипов возвёл на левом берегу реки Пахры Юсуповскую суконную фабрику, которая и положила начало посёлку.
С 1929 года фабрика была переименована в прядильную фабрику имени В. Володарского. С 1930 года посёлок, вошедший в Раменский район, был переименован в Сталино, а в 1961 году обрёл своё нынешнее название по основному действующему предприятию. С конца 1964 года он относится к Ленинскому району.
С 1994 до 2006 года посёлок был административным центром Володарского сельского округа Ленинского района, а с 2006 до 2019 года в рамках организации местного самоуправления — центром Володарского сельского поселения Ленинского муниципального района.
С 2019 года входит в Ленинский городской округ.

## Население
| 2002 | 2006  | 2010  | 2021  |
| ---- | ----- | ----- | ----- |
| 3466 | ↘3345 | ↗4533 | ↗9306 |

Согласно Всероссийской переписи, в 2002 году в посёлке проживало 3466 человек (1532 мужчины и 1934 женщины). На 2012 год в посёлке постоянно проживает около 4800 человек, в весенне-летний период это число увеличивается до 15 тысяч.

## Достопримечательности
- Краснокирпичные здания фабрики
- Склад из местного белого камня
- Храм святителя Николая Чудотворца